# Patriarcado de Veneza
O Patriarcado de Veneza (em latim: Patriarchatus Venetiarum, em italiano: Patriarcato di Venezia) é uma circunscrição eclesiástica da Igreja Católica em Veneza, na Itália, é um dos poucos patriarcados de rito latino da Igreja Católica, juntamente com o patriarcado de Lisboa (em Portugal), o patriarcado das Índias Orientais, o patriarcado latino de Jerusalém e a própria diocese de Roma.

## História
Foi em 1451 que o título de patriarca foi atribuído pela primeira vez ao então bispo de Veneza, um título que concede aos seus titulares uma precedência sobre todos os Bispos e Arcebispos. A elevação a Patriarcado constitui a mais elevada dignidade honorífica atribuível pela Igreja Católica a uma diocese ou arquidiocese.
Por diversas vezes na História da Igreja Católica os patriarcas de Veneza foram eleitos papas, como aconteceu no século XX com Pio X, João XXIII e João Paulo I.
A Sé do Patriarcado de Veneza (ou simplesmente de Arquidiocese de Veneza) é a célebre Basílica de São Marcos, em Veneza.
O Patriarca de Veneza é tradicionalmente nomeado cardeal, mas ao contrário do Patriarca de Lisboa que tem por Bula Papal o privilégio de ser elevado a Cardeal no consistório seguinte à sua nomeação, os prelados de Veneza apenas o são por tradição e não por privilégio legal. Após a ascensão à dignidade cardinalícia o Patriarca de Veneza goza do título de Cardeal-Patriarca de Veneza.

## Cronologia dos Patriarcas e bispos-auxiliares do século XX
Arcebispos recentes:
| #                 | Nome                                      | Período    | Notas                                            |
| Patriarca         | Patriarca                                 | Patriarca  | Patriarca                                        |
| ----------------- | ----------------------------------------- | ---------- | ------------------------------------------------ |
|                   | Francesco Moraglia                        | 2012-atual |                                                  |
|                   | Angelo Cardeal Scola                      | 2002-2011  | Nomeado Arcebispo de Milão                       |
|                   | Marco Cardeal Cé                          | 1979-2002  |                                                  |
|                   | Albino Cardeal Luciani                    | 1970-1978  | Eleito Papa João Paulo I                         |
|                   | Giovanni Cardeal Urbani                   | 1958-1969  |                                                  |
|                   | Angelo Giuseppe Cardeal Roncalli, O.F.S.  | 1953-1958  | Eleito Papa João XXIII                           |
|                   | Carlo Agostini                            | 1949-1952  |                                                  |
|                   | Adeodato Giovanni Cardeal Piazza, O.C.D.  | 1936-1948  | Nomeado Secretário da Congregação para os Bispos |
|                   | Pietro Cardeal La Fontaine                | 1915-1935  |                                                  |
|                   | Aristide Cardeal Cavallari                | 1904-1914  |                                                  |
|                   | Giuseppe Melchiorre Cardeal Sarto, O.F.S. | 1893-1903  | Eleito Papa Pio X                                |
|                   | Domenico Cardeal Agostini                 | 1877-1891  |                                                  |
|                   | Giuseppe Luigi Cardeal Trevisanato        | 1862-1877  |                                                  |
|                   | Angelo Francesco Ramazzotti, O.Ss.C.A.    | 1858-1861  |                                                  |
| Bispos auxiliares |                                           |            |                                                  |
|                   | Beniamino Pizziol                         | 2008-2011  | Nomeado Bispo de Vicenza                         |
|                   | Giuseppe Olivotti                         | 1957-1974  |                                                  |
|                   | Augusto Gianfranceschi                    | 1953-1957  | Nomeado Bispo de Cesena-Sarsina                  |
|                   | Giovanni Jeremich                         | 1929-1948  |                                                  |
|                   | Aristide Cavallari                        | 1903-1904  | Elevado a Patriarca                              |